# Ван Шэнцзюнь
Ван Шэнцзю́нь (кит. упр. 王胜俊, пиньинь Wáng Shèngjùn, род. 15 октября 1946), председатель Верховного народного суда КНР (2008—2013), с марта 2013 года зампред ПК ВСНП, член ЦК КПК с 2002 года.
Член КПК с дек. 1972 года, член ЦКПД 15 созыва, член ЦК КПК 16, 17, 18 созывов.

## Биография
По национальности ханец.
Окончил исторический факультет Хэфэйского учительского колледжа, где обучался в 1964-68 годах, получив университетское образование.
В 1983—1984 годах глава Луаньского горкома КПК.
В 1985—1993 годах секретарь Аньхойской провинциальной политико-юридической комиссии.
С 1993 года заместитель ответсекретаря, в 1998—2008 годах ответсекретарь и член Политико-юридической комиссии ЦК КПК.
В 2008—2013 годах председатель Верховного народного суда КНР.
С марта 2013 года зампред ПК ВСНП (второй по перечислению) 12-го созыва.